# Triangulén
A triangulén (más néven Clar-szénhidrogén) a legegyszerűbb triplett alapállapotú polibenzoid. Biradikális, képlete C22H12. Először a cseh Erich Clar feltételezte létét 1953-ban. Első igazolt szintézise a Nature Nanotechnology 2017. februári számában jelent meg egy David Fox és Anish Mistry által vezetett projektben a Warwicki Egyetemnél az IBM közreműködésével. Más, japán kutatók által végzett kísérletek csak szubsztituált triangulénszármazékok előállításában voltak sikeresek.
Egy 6 lépéses szintézis két dihidrotriangulén-izomert adott, melyeket xenonra vagy rézre vittek fel. A kutatók pásztázó alagútmikroszkópot és atomerő-mikroszkópot (STM/AFM) használtak az egyes hidrogénatomok eltávolításához. A létrehozott molekula stabil maradt alacsony hőmérsékleten és nyomáson 4 napig, ami lehetővé tette a vizsgálatát STM/AFM-mel.

## [n]Triangulének
A triangulén az [n]triangulének általánosabb osztályának tagja, ahol n a molekula élén lévő hatszögek száma. Így a triangulén a [3]triangulén.

### Elmélet
Az [n]triangulének molekulapályáinak leírása szerint az [n]triangulének n–1 páratlan elektronnal rendelkeznek n–1 nem kötő állapotban. Az elektron–elektron kölcsönhatásokat belevéve az elmélet szerint az [n]triangulének alapállapota {\displaystyle S={\frac {n-1}{2}}}. Tehát a [3]triangulénhez {\displaystyle S=1} alapállapot tartozik. Az intramolekuláris csere a triangulénben, mely az {\displaystyle S=1} alap- és az {\displaystyle S=0} gerjesztett állapot közti energiakülönbséget határozza meg, feltehetően a legnagyobb policiklusos aromás szénhidrogén diradikálisok közt a páratlan elektronok hullámfüggvényének átfedése miatt.
Az [n]triangulének alapállapotú spinjét magyarázza Elliot H. Lieb tétele, mely a Hubbard-modell alapállapoti spinjéhez kapcsolódik kétrészes rácsban.

### Kísáréetek
Ultraalacsony nyomáson végzett felszíni [n]triangulén-szintézisek ismertek n = 3, 4, 5 és 7 (az eddigi legnagyobb triangulénhomológ) esetén. Ezenkívül [3]trianguléndimerek szintéziséről is beszámoltak, ahol a rugalmatlanelektronalagút-spektroszkópia erős antiferromágneses kapcsolatot mutat a triangulének közt. 2021-ben egy nemzetközi kutatócsapat [3]triangulén-alapú kvantumspinláncokat jelentett be aranyfelületen, ahol a spinfrakciók és a Haldane-rés is megfigyelhetők voltak.